# Nig Aparan
Nig Aparan (orm. „Նիգ“ Ֆուտբոլային Ակումբ Ապարան, "Nig" Futbolajin Akumby Aparan) – ormiański klub piłkarski z siedzibą w mieście Aparan.

## Historia
Klub Piłkarski Nig Aparan został założony w 1990 roku. Ostatnie dwa sezony Mistrzostw ZSRR (1990-1991) grał w Drugiej Niższej Lidze.
Po uzyskaniu przez Armenię niepodległości w 1992 debiutował w najwyższej lidze Armenii, w której zajął 20. miejsce i spadł do Aradżin chumb. Jednak w następnym sezonie nie przystąpił do rozgrywek i został rozwiązany.
Dopiero w 1998 został odrodzony i startował w Aradżin chumb. Ale po rozegraniu ćwierci meczów sezonu zrezygnował z dalszych rozgrywek i został ponownie rozwiązany.

## Sukcesy
- Druga Niższa Liga ZSRR, strefa 2: 13. miejsce (1990)
- Mistrzostwo Armenii: 20. miejsce (1992)